# Павлов, Вячеслав Александрович
Вячеслав Александрович Павлов (род. 11 июля 1987) — российский самбист, бронзовый призёр чемпионата России 2008 года, мастер спорта России международного класса. Руководитель судейской коллегии Региональной общественной организации «Федерация самбо Адыгеи». Выпускник Майкопского государственного технологического университета 2009 года. Тренер по самбо в Детско-юношеской спортивной школе Тахтамукайского района Адыгеи. Руководитель судейской коллегии Федерации самбо Адыгеи.

## Спортивные результаты
- Чемпионат России по самбо 2008 года — ;
- Этап Кубка мира по самбо 2008 года — [3];
- Чемпионат Южного федерального округа по самбо 2014 года — [4];